# Livarot
Livarot är en kommun i departementet Calvados i regionen Normandie i norra Frankrike. Kommunen ligger i kantonen Livarot som ligger i arrondissementet Lisieux. År 2018 hade Livarot 2 028 invånare.

## Befolkningsutveckling
Antalet invånare i kommunen Livarot
Referens: INSEE